# フリードリヒ・ヴューラー
フリードリヒ・ヴューラー（Friedrich Wührer, 1900年6月29日 - 1975年12月27日）は、オーストリア出身のピアノ奏者。
ウィーンの生まれ。6歳からマリウス・シュデルスキー (Marius Szudelsky) の下でピアノを学び、1915年にウィーン音楽舞台芸術アカデミー（現在のウィーン国立音楽大学）に入学してフランツ・シュミットにピアノ、フェルディナント・レーヴェに指揮法、ヨーゼフ・マルクスに音楽理論を学んだ。1923年にはピアニストとして欧米の演奏旅行を敢行して名を高めた。
ピアニストとしてのヴューラーは、マックス・レーガーやハンス・プフィッツナーの音楽を積極的に紹介する一方で、アルノルト・シェーンベルク、パウル・ヒンデミット、ベーラ・バルトーク、セルゲイ・プロコフィエフやイゴール・ストラヴィンスキーらの音楽にも理解を示し、自らの演奏レパートリーに組み入れた。
ピアノ教師としてのヴューラーは、1922年から1932年まで母校で教えた後、1934年から1936年までマンハイム音楽大学に転出した。1936年からキールで教鞭をとり、1939年から1945年まで母校に戻って教えている。第二次世界大戦後は1948年から1951年までザルツブルク・モーツァルテウム、1952年から1958年までマンハイム音楽大学のピアノ科教授を務め、その後は1968年までミュンヘンで教えた。
弟子にはハインツ・ヴァルター、ヨハネス・ウンフリート、ハンス・カン、フランツ・ケーニヒスホーファー、ハーラルト・ゲルツ、ローベルト・ショルツ、アダルベルト・スコチッチ1世、ヴァルター・ゼン、伊達純、ジェフリー・パーソンズ、フェリックス・プロハスカ、ホルスト・マテウスなどがいる。

## 脚註
1. 1 2 3  Oesterreichisches Musiklexikon online 2019.
2. ↑  encyclopedia.com
3. ↑  Rausch, Alexander (2004年10月6日). “Walter, Heinz”. Oesterreichisches Musiklexikon online. 2020年2月5日閲覧。
4. ↑  Fastl, Christian (2001年5月6日). “Unfried, Johannes”. Oesterreichisches Musiklexikon online. 2020年2月5日閲覧。
5. ↑  Harrandt, Andrea (2018年10月22日). “Kann, Hans (Johann; Pseud. Veit Papuschek, Jacques Gilbert, Willibald Pomeisl, Robert Lachner)”. Oesterreichisches Musiklexikon online. 2020年2月5日閲覧。
6. ↑  Harrandt, Andrea (2001年5月6日). “Königshofer, Franz”. Oesterreichisches Musiklexikon online. 2020年2月5日閲覧。
7. ↑  Hilscher, Elisabeth Th. (2019年3月19日). “Goertz, Harald”. Oesterreichisches Musiklexikon online. 2020年2月5日閲覧。
8. ↑  Rausch, Alexander (2003年11月13日). “Scholz, Brüder”. Oesterreichisches Musiklexikon online. 2020年2月5日閲覧。
9. ↑  Fastl, Christian (2006年1月4日). “Skocic, Familie”. Oesterreichisches Musiklexikon online. 2020年2月5日閲覧。
10. ↑  Boisits, Barbara & Fastl, Christian (2017年5月8日). “Senn, Familie”. Oesterreichisches Musiklexikon online. 2020年2月5日閲覧。
11. ↑  “伊達 純”. コトバンク. 20世紀西洋人名事典 ; 新撰 芸能人物事典 明治 - 平成. 2020年2月5日閲覧。
12. ↑  Loppert, Max (2001年). “Parsons, Geoffrey”. Grove Music Online. 2020年2月5日閲覧。
13. ↑  Rausch, Alexander (2001年5月6日). “Prohaska, Familie”. Oesterreichisches Musiklexikon online. 2020年2月5日閲覧。
14. ↑  Eybl, Martin (2001年5月6日). “Matthaeus, Horst”. Oesterreichisches Musiklexikon online. 2020年2月5日閲覧。